# Rhomballichthys carinatus
Rhomballichthys carinatus is een buikharige uit de familie Chaetonotidae. Het dier komt uit het geslacht Rhomballichthys. Rhomballichthys carinatus werd in 1990 voor het eerst wetenschappelijk beschreven door Schwank. 